# Jackson (Kentucky)
Jackson is een plaats (city) in de Amerikaanse staat Kentucky, en valt bestuurlijk gezien onder Breathitt County.

## Demografie
Bij de volkstelling in 2000 werd het aantal inwoners vastgesteld op 2490.
In 2006 is het aantal inwoners door het United States Census Bureau geschat op 2414, een daling van 76 (-3.1%).

## Geografie
Volgens het United States Census Bureau beslaat de plaats een oppervlakte van
7,1 km², waarvan 6,9 km² land en 0,2 km² water. Jackson ligt op ongeveer 220 m boven zeeniveau.

## Plaatsen in de nabije omgeving
De onderstaande figuur toont nabijgelegen plaatsen in een straal van 36 km rond Jackson.